# Sólnetxnoie (Daguestan)
|  | Per a altres significats, vegeu «Sólnetxnoie». |

Sólnetxnoie (en rus: Солнечное) és un poble de la república del Daguestan, a Rússia. Segons el cens del 2010 tenia 4.501 habitants.